# كوكتيل (فلم)
كوكتيل  (بالإنجليزية: Cocktail) هو فيلم دراما تم إنتاجه في الولايات المتحدة وصدر في سنة 1988. من بطولة توم كروز وإليزابيث شو.
فيلم دراما أمريكي من إصدار عام 1988 في أمريكا مدة الفيلم 103 دقيقة بالغة الإنكليزية انشء الفيلم بميزانية قدرها 11مليون دولار أمريكي وحصل على أرباح قدرها 171504781 دولار أمريكي الفيلم من بطولة توم كروز وبراين بني واليزابيث شو وانتاج تيد الميدا وروبرت دبيلو كورت واخراج روجر دونالدسون

## الميزانية والإيرادات
بلغت تكلفة إنتاج الفيلم حوالي 11 مليون دولار بينما حقق أرباحا تقدر بـ 171,504,781 دولار.

## جوائز الفيلم
الغولدن غلوب:

رشح أفضل أغنية

جوائز اسكاب للأفلام والتلفزيون:

أفضل عشرة أفلام البوكس اوفسس

أفضل أغنية

جوائز بي ام أي:

أفضل أغنية

جوائز غرامي:

رشح أفضل أغنية

جوائز الديك الذهبي:

أفضل فيلم

رشح أفضل ممثل توم كروز
رشح أفضل مخرج روجر دونالدسون
أفضل سيناريو

{ http://www.imdb.com/title/tt0094889/ موقع الفيلم imdb }

## وصلات خارجية
- مقالات تستعمل روابط فنية بلا صلة مع ويكي بيانات

كوكتيل  في قاعدة بيانات الأفلام على الإنترنت (بالإنجليزية)